# Sirenoscincus mobydick
Thằn lằn Moby Dick (danh pháp hai phần: Sirenoscincus mobydick) là một loài thằn lằn được phát hiện trong năm 2012 tại khu vực rừng khô hạn ở tây bắc Madagascar.

## Đặc điểm
Loài thằn lằn này có hình dáng bề ngoài giống cá nhà táng, chính vì vậy các nhà khoa học đã đặt tên loài vật này theo tên con cá nhà táng Moby Dick trong tác phẩm cùng tên của nhà văn Herman Melville.
Sirenoscincus mobydick là sự tổng hợp độc đáo các đặc trưng về giải phẫu học của các loài động vật lưỡng cư, bò sát, động vật có vú và chim, loài này tiến hóa theo cách tương phản với giống loài lân cận. Chúng rụng chân sau, mất sắc tố da và đôi mắt gần như biến mất vì không cần thiết trong môi trường tối dưới mặt đất.

## Hình ảnh

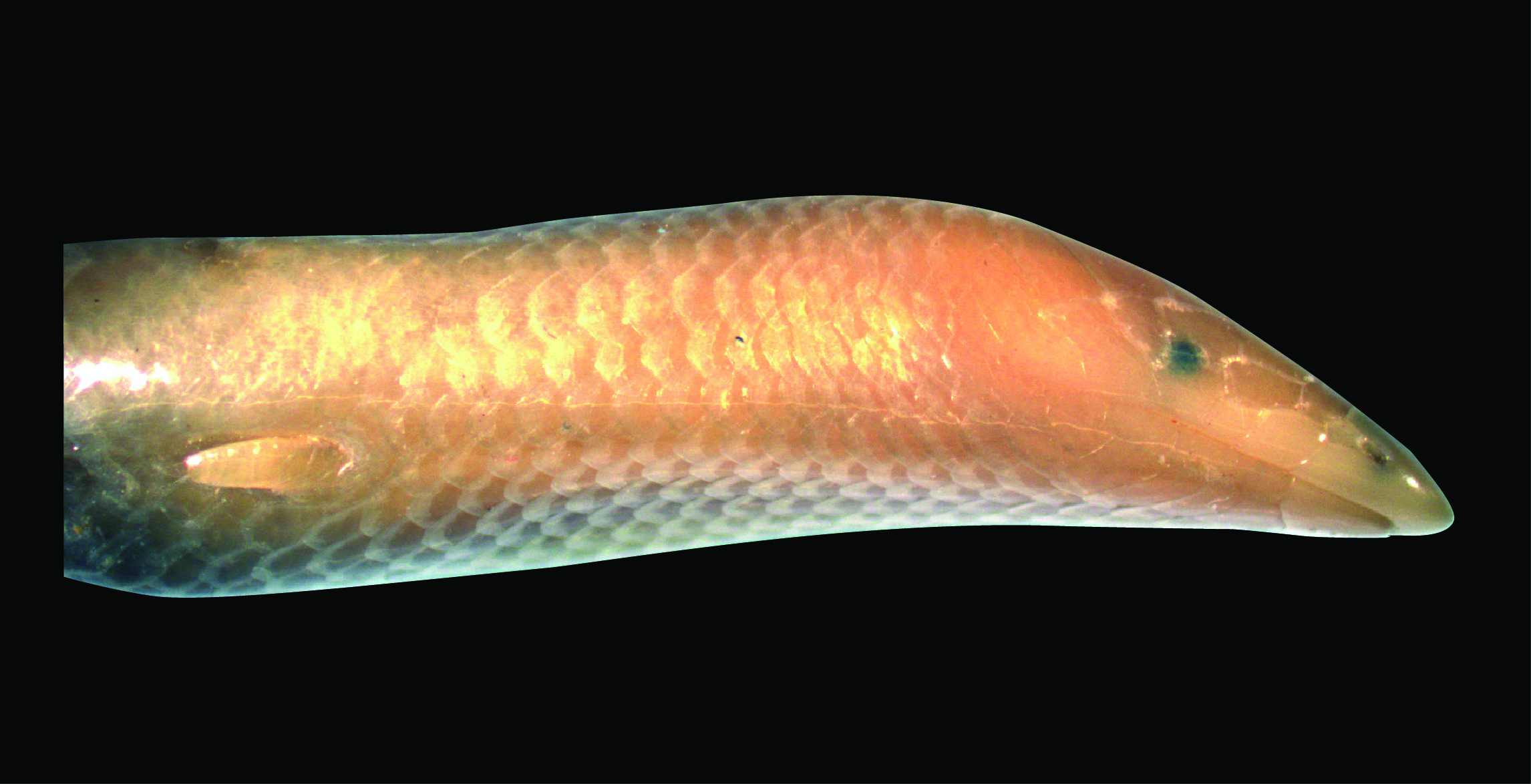
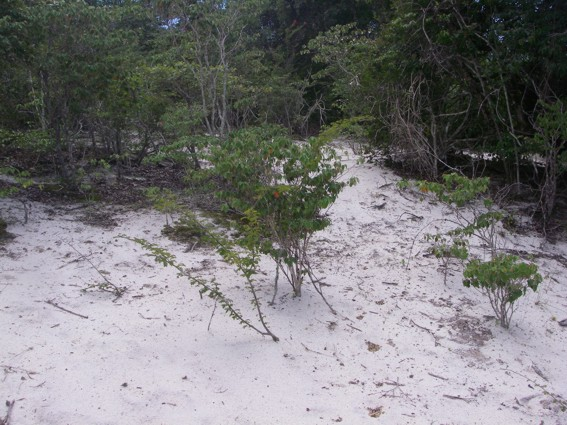
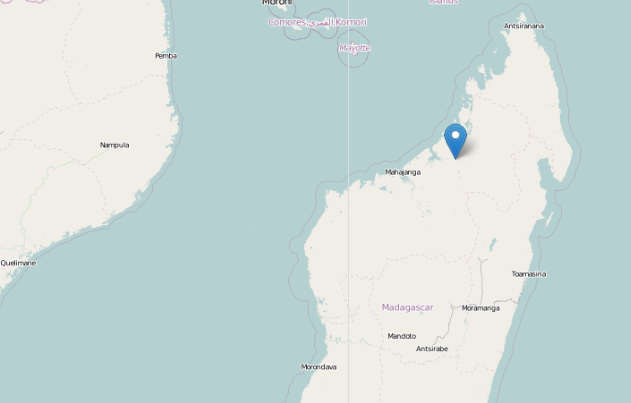